# 龍田 (熊本市)
龍田（たつだ）は熊本県熊本市北区の地名。龍田一丁目から龍田九丁目までが設置されている。竜田、立田ともいう。2012年8月1日現在の人口は12,508人。郵便番号861-8006。

## 地理
龍田は熊本市の北東部に位置する住宅地。西に立田山、東に白川があり、自然も豊かである。北で楡木・楠、北東で龍田弓削、東で白川越しに上南部、南東で同じく白川越しに下南部、南で龍田陳内、南西で僅かに黒髪・室園町、西で乗越ヶ丘、北西で兎谷・清水岩倉と接している。
※室園町とは、道路上の一点で接している。

※※清水岩倉とは、道路上の一点で接している。

## 歴史

### 地名の由来
近くにある立田山（龍田山）にちなんでいると伝えられる。
なお、正しくは「天田」だったという説もある。

### 沿革
- 奈良時代まで

縄文後期の遺跡が白川河岸に見つかっているため、原始的な農耕が行われていたと考えられている。
弥生・古墳の遺跡も多く見つかっていることから、飽田郡の郷の一つである立田郷があったと考えられている。
- 平安時代

961年(応和3年)、国司紀師信によって代継宮が奉祀される。
源俊国国司時代の1156年(保元元年)に弓削神社創建と伝わる。
- 鎌倉時代

1332年(元弘2年)、立田阿蘇三宮神社が宇治惟直によって牧鶴に創建。
恵良惟澄が立田を焼き払う。
- 室町時代～安土桃山時代

15世紀後期から1560年頃まで菊池氏一族の立田氏により支配。立田小太郎重治により、白川小金淵に立田城が築城される。また、1555年頃には、立田山中に宝積寺（寳積寺）、陳内阿蘇神社が建立された。加藤氏統治時代には、鹿子木一族が支配したとされ、1588年（天正16年）には、清正によって豊後街道が拓かれ、肥後藩の参勤交代における要所となる。
- 江戸時代

1645年（正保2年）、現在の武蔵塚公園のあるあたりに、宮本武蔵が葬られたとされる。
細川氏統治時代には、東福寺、片彦瀬菅原神社など多くの仏社が建立され、1661年(寛文元年)に立田阿蘇三宮神社は現在地に移設された。
- 明治時代

神風連の乱、西南戦争では戦火に見舞われることとなった。
1873年現在の龍田小学校のもとになる、下鶴学舎、芭蕉学舎、上ノ林学者、宝積寺学舎、陳内学舎が開かれる。
1886年（明治19年）下鶴学舎、芭蕉学舎、上ノ林学者、宝積寺学舎、陳内学舎を一つに合わせて、「上立尋常小学校」が設立。
1889年4月1日に町村制が施行され、弓削村、上立田村、陳内村が龍田村に。飽託郡に含まれた。
1912年(明治45年)弓削神社焼失、翌1913年（大正2年）に再興。
- 大正時代

1914年(大正3年)　豊肥本線が通る。

## 交通

### 鉄道
- JR豊肥本線 - 駅は存在しない。地域南部では竜田口駅[5]、地域北部では武蔵塚駅[6]が最寄駅になる。

### バス
- 九州産交バス・熊本電鉄バス ‐ 路線番号E[7][8]（子飼・熊本大学・竜田口経由）のバスが通る。

### 道路
国道
- 国道3号（熊本北バイパス）

県道
- 熊本県道231号託麻北部線
- 熊本県道232号小池竜田線
- 熊本県道337号熊本菊陽線

## 施設

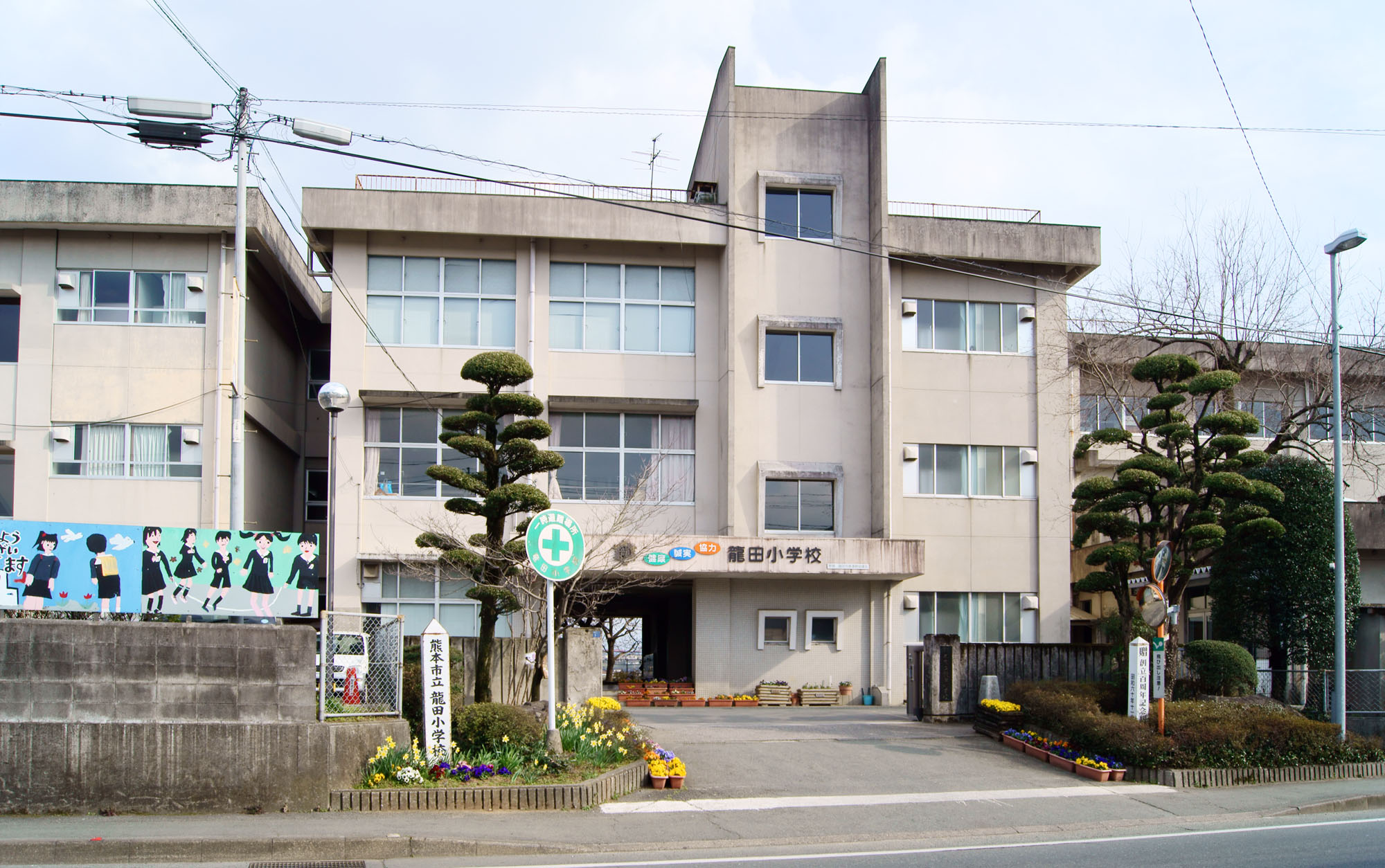
熊本市立龍田小学校

公共
- 龍田御野立所
- 熊本国際民藝館
- 芭蕉公民館
- 一丁公民館
- 龍田三町内公民館
- 堂の前団地
  - 堂の前団地集会所
- 武蔵塚公園

教育
- 熊本市立龍田小学校
- 熊本市立龍田中学校
- 立田幼稚園

郵便局
- 竜田郵便局
- 熊本上立田簡易郵便局